# Beurières
Beurières település Franciaországban, Puy-de-Dôme megyében. Lakosainak száma 310 fő (2022. január 1.). Beurières Arlanc, Chaumont-le-Bourg, Medeyrolles és Saint-Just községekkel határos.

## Népesség
A település népességének változása:
| Lakosok száma | 307  | 305  | 309  | 297  | 293  | 289  | 285  | 297  | 310  |
|               | 2013 | 2015 | 2016 | 2017 | 2018 | 2019 | 2020 | 2021 | 2022 |